# Цифровое определение продукта
Цифровое определение продукта (англ. Model-based definition (MBD), синоним Digital product definition (DPD)) — практика использования 3D-цифровых данных (например, твердотельных моделей и связанных с ними метаданных) в рамках программного обеспечения 3D CAD что обеспечивает предоставление спецификации для отдельных компонентов и собранных продуктов. Виды информации, содержащиеся в MBD, включают в себя геометрические размеры и допуски, инженерные спецификации на уровне сборок, описание материалов на уровне деталей, инженерные конфигурации, дизайнерский замысел и т.д. В отличие от MBD другие методики предполагают использование сопроводительных 2D-чертежей.

## Стандартизация
В 2003 году ASME опубликован стандарт ASME Y14.41-2003 Digital Product Definition Data Practices (Практика использования цифрового определения продукта). Стандарт предусматривает использование некоторых аспектов MBD таких как геометрические размеры и допуски в твердотельной модели. Другие стандарты, такие как ISO 1101:2004 и AS9100, также используют концепцию MBD.